# Roy Evans
Roy Evans (Cardiff, 8 de outubro de 1909 – 18 de maio de 1998) foi um mesa-tenista galês profissional, natural da cidade de Cardiff, País de Gales.
Foi secretário-geral honorário da Federação Internacional de Tênis de Mesa (em inglês:  International Table Tennis Federation; doravante denominada: "ITTF") de 1951 a 1967, antes de ocupar o cargo de presidente da ITTF pelos 20 anos seguintes (1967–1987). Durante sua gestão à frente da ITTF, liderou a bem-sucedida campanha para a inclusão do tênis de mesa nos Jogos Olímpicos. A aceitação oficial do esporte no programa olímpico pelo Comitê Olímpico Internacional (em francês:  Comité International Olympique; doravante denominado: "COI") ocorreu em 1984 e a estreia oficial como modalidade olímpica aconteceu na Olimpíadas de Seul, em 1988. Isso lhe rendeu a condecoração da Ordem Olímpica pelo presidente do COI, Juan Antonio Samaranch.
Foi nomeado OBE na lista de Honrarias do Aniversário da Rainha Elizabeth II de 1972 e "Presidente Honorário Vitalício" da ITTF em 1987. Foi incluído no Hall da Fama da ITTF em 1997.
Em reconhecimento ao seu legado excepcional e às contribuições duradouras para o desenvolvimento e a promoção do tênis de mesa em nível mundial foi criada a Taça Evans (ou "Troféu Evans"; Evans Cup), concedida ao vencedor da Copa do Mundo Masculina da ITTF, inaugurada em 1980 em Hong Kong, China.